# 八公山区
八公山区是中國安徽省淮南市下辖的一个市辖区。位於淮南市西部，淮河南岸，西北與壽縣、鳳台相鄰，南與謝家集區接壤，東與潘集區隔淮相望，区域總面積为105平方公里。區政府駐新庄孜街道。

## 行政区划
八公山区下辖3个街道办事处、2个镇：
新庄孜街道、土坝孜街道、毕家岗街道、八公山镇、山王镇和妙山林场。

## 人口
根據第七次人口普查數據，截至2020年11月1日零時，八公山區常住人口為118221人。

## 特产
八公山豆腐：中国地理标志产品。